# Campyloneurus persimilis
Campyloneurus persimilis är en stekelart som beskrevs av Szepligeti 1914. Campyloneurus persimilis ingår i släktet Campyloneurus och familjen bracksteklar. Inga underarter finns listade.